# حبيل رمضان (حالمين)

تعديل مصدري - تعديل

حبيل رمضان هي إحدى قرى عزلة حبيل الريدة بمديرية حالمين التابعة لمحافظة لحج، بلغ تعداد سكانها 195 نسمة حسب تعداد اليمن لعام 2004.